# Torres Metrópolis (Tegucigalpa)
 Las Torres Metrópolis son un complejo de 2  Edificios corporativos que se encuentran en la ciudad de Tegucigalpa, M.D.C. capital de la República de Honduras específicamente en el área de desarrollo y crecimiento comercial del Boulevard Suyapa.

## Descripción del edificio
Las Torres Metrópolis se encuentra ubicado en el Boulevard Suyapa el sector más desarrollado comercialmente de la capital hondureña. La estructura es de construcción de hormigón, concreto y embellecedores, alcanza la altura de 76.7 m. la torre 1 y 84 m. la torre 2, convirtiéndola en el cuarto edificio más alto de la capital Hondureña.

## Datos
Las torres se dividen así de 18 y 24 niveles totales, un área comercial de dos niveles integradas a una plaza abierta y cuenta con un área de construcción total de más de 63,000 m².
Cuenta con fácil acceso vehicular, frente a estación de buses del Blvd Suyapa en ambas direcciones (con paso peatonal) y un tráfico considerable de taxis. 
5 niveles de estacionamiento con capacidad para más de 1,000 vehículos.
Cada planta de torre tiene un área de 760 m², modular con locales de 25 m² en adelante, facilidades sanitarias, y terrazas para equipo.
Más de 3,500 m² de espacio comercial disponible en áreas de 15m² en adelante, incluye dos áreas dirigidas especialmente a restaurantes y otros negocios de venta de alimentos preparados.
El corazón de este complejo es una plaza abierta de más de 2,500 m². Con sus áreas verdes, jardines y otras comodidades es el lugar ideal para disfrutar en un ambiente urbano, corporativo y seguro. La plaza une las áreas comerciales y ambas torres corporativas, Diseño: V & V Cuadra Arquitectos, Cervoni & Vecchio Arquitectos
- Altura máxima Torre 1: 76.7 m (desde la base), 64.5 m (desde nivel de la calle y la entrada principal)
- Altura máxima: 96 m (desde la base), 80.31 m (desde nivel de la calle y la entrada principal) esta torre incluye helipuerto
- Número de plantas: Torre 1 = 18 Torre 2 = 24
- Si se agregan los pisos subterráneos serían 23 y 29 respectivamente.
- Uso: Corporativo
- Año de construcción: 2013
- Costo estimado 35 Millones US$